# Aleksander Melgalvis Andreassen
Aleksander Melgalvis Andreassen (Hamar, 10 agosto 1989) è un calciatore norvegese, difensore del Rindabu.

## Carriera

### Club
Melgalvis Andreassen è cresciuto nelle giovanili del Brumunddal. Ha fatto parte della squadra che ha conquistato al promozione in 2. divisjon al termine del campionato 2009.
In vista della stagione 2012, è passato al Kongsvinger. Ha esordito quindi in 1. divisjon in data 9 aprile, subentrando ad Andreas Moen nella partita vinta per 0-2 sul campo dell'Hødd. Il 28 maggio 2012 ha quindi realizzato le prime reti, siglando una doppietta nel 3-1 inflitto al Notodden.
Il 5 febbraio 2013 ha fatto ritorno al Brumunddal, dov'è rimasto per un biennio e in cui ha totalizzato 48 presenze e 19 reti.
Nel 2015 si è trasferito allo Strømmen: è tornato a calcare i campi della 1. divisjon in data 6 aprile, in occasione della partita persa in casa per 0-1 contro l'Hødd. Il 26 aprile è arrivato il primo gol, nella sconfitta per 2-1 subita sul campo del Kristiansund BK.
Dopo un biennio passato allo Strømmen, Melgalvis Andreassen ha firmato per il Lillestrøm. Ha esordito in Eliteserien il 2 aprile 2017, schierato titolare nella vittoria per 2-1 sul Sandefjord. Il 18 giugno successivo ha siglato il primo gol nella massima divisione locale, sancendo il successo per 1-0 sul Viking.
In quella stessa stagione, la squadra si è aggiudicata la vittoria finale del Norgesmesterskapet 2017 e Melgalvis Andreassen ha celebrato il trofeo presentandosi alla premiazione completamente nudo, destando scalpore nel calcio norvegese; la notizia è stata riportata su diversi media internazionali.
Il 26 luglio 2018 ha debuttato nelle competizioni UEFA per club: è stato schierato titolare nella sconfitta per 4-0 subita contro il LASK, nei turni preliminari dell'Europa League.
Al termine del campionato 2019, il Lillestrøm è retrocesso in 1. divisjon. Melgalvis Andreassen è rimasto in squadra e ha contribuito alla promozione arrivata già al termine della stagione 2020.
Il 20 gennaio 2021 è stato ingaggiato dall'HamKam, a cui si è legato con un contratto biennale. Ha giocato la prima partita con questa maglia il 15 maggio dello stesso anno, nella vittoria per 3-0 sullo Stjørdals-Blink, partita in cui ha trovato anche la via del gol. A fine stagione, l'HamKam è stato promosso in Eliteserien.

## Statistiche

### Presenze e reti nei club
Statistiche aggiornate al 3 settembre 2022.
| Stagione          | Club              | Campionato        | Campionato | Campionato | Coppe nazionali | Coppe nazionali | Coppe nazionali | Coppe continentali | Coppe continentali | Coppe continentali | Supercoppe | Supercoppe | Supercoppe | Totale | Totale |
| Stagione          | Club              | Comp              | Pres       | Reti       | Comp            | Pres            | Reti            | Comp               | Pres               | Reti               | Comp       | Pres       | Reti       | Pres   | Reti   |
| ----------------- | ----------------- | ----------------- | ---------- | ---------- | --------------- | --------------- | --------------- | ------------------ | ------------------ | ------------------ | ---------- | ---------- | ---------- | ------ | ------ |
| 2007              | Brumunddal        | 3D                | ?          | ?          | CN              | ?               | ?               | -                  | -                  | -                  | -          | -          | -          | ?      | ?      |
| 2008              | Brumunddal        | 3D                | ?          | ?          | CN              | ?               | ?               | -                  | -                  | -                  | -          | -          | -          | ?      | ?      |
| 2009              | Brumunddal        | 3D                | ?          | ?          | CN              | ?               | ?               | -                  | -                  | -                  | -          | -          | -          | ?      | ?      |
| 2010              | Brumunddal        | 2D                | ?          | ?          | CN              | ?               | ?               | -                  | -                  | -                  | -          | -          | -          | ?      | ?      |
| 2011              | Brumunddal        | 2D                | ?          | ?          | CN              | ?               | ?               | -                  | -                  | -                  | -          | -          | -          | ?      | ?      |
| 2012              | Kongsvinger       | 1D                | 27         | 3          | CN              | 3               | 0               | -                  | -                  | -                  | -          | -          | -          | 30     | 3      |
| 2013              | Brumunddal        | 3D                | 22         | 12         | CN              | 1               | 0               | -                  | -                  | -                  | -          | -          | -          | 23     | 12     |
| 2014              | Brumunddal        | 2D                | 24         | 7          | CN              | 1               | 0               | -                  | -                  | -                  | -          | -          | -          | 25     | 7      |
| Totale Brumunddal | Totale Brumunddal | Totale Brumunddal | ?          | ?          |                 | ?               | ?               |                    | -                  | -                  |            | -          | -          | ?      | ?      |
| 2015              | Strømmen          | 1D                | 30         | 2          | CN              | 4               | 1               | -                  | -                  | -                  | -          | -          | -          | 34     | 3      |
| 2016              | Strømmen          | 1D                | 28         | 6          | CN              | 2               | 1               | -                  | -                  | -                  | -          | -          | -          | 30     | 7      |
| Totale Strømmen   | Totale Strømmen   | Totale Strømmen   | ?          | ?          |                 | ?               | ?               |                    | -                  | -                  |            | -          | -          | ?      | ?      |
| 2017              | Lillestrøm        | ES                | 20         | 4          | CN              | 6               | 3               | -                  | -                  | -                  | -          | -          | -          | 26     | 7      |
| 2018              | Lillestrøm        | ES                | 24         | 1          | CN              | 2               | 1               | UEL                | 1                  | 0                  | SN         | 1          | 0          | 28     | 2      |
| 2019              | Lillestrøm        | ES                | 26+2       | 3+1        | CN              | 3               | 0               | -                  | -                  | -                  | -          | -          | -          | 31     | 4      |
| 2020              | Lillestrøm        | 1D                | 30         | 4          | -               | -               | -               | -                  | -                  | -                  | -          | -          | -          | 30     | 4      |
| Totale Lillestrøm | Totale Lillestrøm | Totale Lillestrøm | ?          | ?          |                 | ?               | ?               |                    | -                  | -                  |            | -          | -          | ?      | ?      |
| 2021              | HamKam            | 1D                | 28         | 6          | CN              | 3               | 0               | -                  | -                  | -                  | -          | -          | -          | 31     | 6      |
| 2022              | HamKam            | ES                | 26         | 4          | CN              | 3               | 0               | -                  | -                  | -                  | -          | -          | -          | 29     | 4      |
| 2023              | HamKam            | ES                | 25         | 2          | CN              | 5               | 0               | -                  | -                  | -                  | -          | -          | -          | 30     | 2      |
| Totale HamKam     | Totale HamKam     | Totale HamKam     | ?          | ?          |                 | ?               | ?               |                    | -                  | -                  |            | -          | -          | ?      | ?      |
| 2024              | Rindabu           | 4D                | 0          | 0          | CN              | 0               | 0               | -                  | -                  | -                  | -          | -          | -          | 0      | 0      |
| Totale            | Totale            | Totale            | ?          | ?          |                 | ?               | ?               |                    | -                  | -                  |            | -          | -          | ?      | ?      |

## Palmarès

### Club

#### Competizioni nazionali
- Coppa di Norvegia: 1

Lillestrøm: 2017